# بلاكفرايرز (محطة مترو أنفاق لندن)
بلاكفرايرز (بالإنجليزية: Blackfriars)‏ هي إحدى محطات مترو أنفاق لندن. تقع على خط ديستريكت وسيركيل أفتتحت في المنطقة (Zone) رقم 1 أفتتحت في 30 مايو 1870، 10 مايو 1886.